# 第177独立海軍歩兵連隊 (ロシア海軍)
第177独立親衛海軍歩兵連隊（だい177どくりつしんえいかいぐんほへいれんたい、ロシア語: 177-й отдельный полк морской пехоты）は、ロシア海軍の連隊。カスピ小艦隊隷下。

## 概要

### 第二次チェチェン紛争
1999年8月、第二次チェチェン紛争の影響に伴い、カスピ小艦隊隷下の第414独立海軍歩兵大隊としてダゲスタン共和国で創設された。
2016年2月、シリア内戦に投入された。
2018年11月26日、部隊増強に伴い、第177独立海軍歩兵連隊に改編された。

### ロシアのウクライナ侵攻

#### 東部・マリウポリ戦線
2022年2月24日から、ロシアのウクライナ侵攻では、東部ドネツィク州ヴォルノヴァーハ地区で攻勢を開始し、戦闘マニュアルを無視して前線から1.5キロメートル離れた大隊本部ではなく、最前線で直接指揮していたアレクセイ・スカノフ海軍歩兵大隊長が戦死したが、3月中旬にヴォルノヴァーハを占領した。
2022年4月上旬、東部ドネツィク州マリウポリ地区に再配置され、第810独立親衛海軍歩兵旅団と合同で攻勢を開始し、マリウポリ市のウクライナ軍を3つのポケットに分断して、5月中旬のマリウポリ占領に貢献した。

#### 南部・ザポリージャ戦線
2023年4月下旬、南部ザポリージャ州ポロヒー地区に再配置され、ドロジニャンカ（フリャイポレ・フロマーダ）で攻勢を開始したが撃退された。
2023年7月、南部ザポリージャ州ヴァシリウカ地区に再配置され、第58諸兵科連合軍の援軍で第810独立親衛海軍歩兵旅団と合同で第128独立山岳強襲旅団を中心としたグループの攻勢を防御して大損害を出したが撃退した。

#### 南部・ドニエプル川東岸戦線
2023年10月上旬、南部ヘルソン州ヘルソン地区に再配置され、ウクライナ軍の渡河作戦をオレシキー・フロマーダで防御した。
2023年12月18日、ウラジーミル・プーチン大統領から、名誉称号「親衛隊」を授与された。

#### 東部・バフムート戦線
2023年12月下旬、激戦地の東部ドネツィク州バフムート地区に再配置され、バフムート市の南クルデュミフカ（トレツク・フロマーダ）を防御している。

## 編制
- 連隊本部（カスピースク）
- 第1海軍歩兵大隊
- 第2海軍歩兵大隊
- 第3海軍歩兵大隊
- 連隊砲兵群
  - 本部小隊
  - 榴弾砲大隊
  - ロケット砲中隊
  - 対戦車砲中隊
- 防空中隊
- 工兵中隊
- 偵察中隊
- 補給中隊
- 整備中隊
- 衛生中隊
- 電子戦小隊
- NBC防護小隊